# 리튬 동위 원소
리튬은 자연에서 6Li(존재 비율 7.6%)과 7Li(존재 비율 92.4%)의 두 가지 안정 동위 원소로 구성되어 있으며 원자량 3에서 13 사이에 8개의 방사성 동위 원소와 2개의 이성질핵이 존재한다. 이들 중 비교적 안정한 것은 8Li(반감기 838밀리초), 9Li(반감기 178밀리초), 11Li(반감기 8.6밀리초) 등이다. 나머지 리튬 동위 원소들은 모두 반감기가 10나노초 미만이다. 현재까지 3Li의 반감기는 알려져 있지 않다.
6Li과 7Li은 원시 핵종으로, 빅뱅 핵합성의 결과물로 생겨났으며, 원시 핵종 중에서의 존재 비율은 각각 10−13과 10−9 정도이다. 6Li은 일부 별에서 핵융합 결과물로 생성되기도 한다.
리튬의 표준 원자량은 6.941(2) u이나, 지역의 지리학적 역사에 따라 존재 비율에 차이가 있다.

## 동위 원소
다음은 리튬 동위 원소의 목록이다.

### 리튬-4
리튬-4는 양성자 3개와 중성자 1개로 구성된 리튬의 동위 원소로, 반감기가 9.1×10-23초로 리튬 동위 원소 중 가장 짧다. 양성자 방출을 통해 붕괴하여 헬륨-3을 생성한다. 일부 핵융합 반응에서 생성될 수 있다.

### 리튬-6
리튬-6은 리튬의 안정적인 동위 원소이다. 전체 리튬 중에서 약 7.5% 정도를 차지한다. 중성자를 쬐면 삼중수소를 방출하므로 핵물리학에서 상당히 중요한 동위 원소로 취급된다.

### 리튬-7
리튬-7은 전체 리튬 중에서 92.5%를 차지하는 동위 원소이다. 또한 리튬-7과 양성자의 반응은 핵융합 반응의 하나이다.

### 리튬-8
리튬-8은 리튬의 매우 불안정한 동위 원소이다. 리튬-8과 중수소의 반응은 핵융합 반응의 하나이다.

## 표
| 핵종 기호 | Z(p)            | N(n)            | 동위 원소 질량 (u) | 반감기                         | 붕괴 방식        | 붕괴 생성물 | 핵 스핀  | 자연에서의 동위 원소 구성비 (몰 분율) | 자연적 구성비 변동 범위 (몰 분율) |
| 핵종 기호 | 들뜬 에너지     | 들뜬 에너지     | 들뜬 에너지        | 반감기                         | 붕괴 방식        | 붕괴 생성물 | 핵 스핀  | 자연에서의 동위 원소 구성비 (몰 분율) | 자연적 구성비 변동 범위 (몰 분율) |
| --------- | --------------- | --------------- | ------------------ | ------------------------------ | ---------------- | ----------- | -------- | ------------------------------------- | --------------------------------- |
| 3Li       | 3               | 0               | 3.03078(215)#      |                                | p?               | 2He         | 3/2−#    |                                       |                                   |
| 4Li       | 3               | 1               | 4.02719(23)        | 91(9)×10-24 s [5.06(52) MeV]   | p                | 3He         | 2−       |                                       |                                   |
| 5Li       | 3               | 2               | 5.01254(5)         | 3.70(30)×10-22s [1.24(10) MeV] | p                | 4He         | 3/2−     |                                       |                                   |
| 6Li       | 3               | 3               | 6.0151228874(15)   | 안정                           | 안정             | 안정        | 1+       | [0.019, 0.078]                        | [0.019, 0.078]                    |
| 6mLi      | 3562.88(10) keV | 3562.88(10) keV | 3562.88(10) keV    | 5.6(1.4)×10-17s                | IT               | 6Li         | 0+       |                                       |                                   |
| 7Li       | 3               | 4               | 7.01600455(8)      | 안정                           | 안정             | 안정        | 3/2−     | [0.922, 0.981]                        | [0.922, 0.981]                    |
| 8Li       | 3               | 5               | 8.02248624(5)      | 838.7(3) ms                    | β−               | 8Be         | 2+       |                                       |                                   |
| 9Li       | 3               | 6               | 9.02679019(20)     | 178.2(4) ms                    | β−n (50.5(1.0)%) | 8Be         | 3/2−     |                                       |                                   |
| 9Li       | 3               | 6               | 9.02679019(20)     | 178.2(4) ms                    | β− (49.5(1.0)%)  | 9Be         | 3/2−     |                                       |                                   |
| 10Li      | 3               | 7               | 10.035483(14)      | 2.0(5)×10-21 s [0.2(1.2) MeV]  | n                | 9Li         | (1−,2−)  |                                       |                                   |
| 10m1Li    | 200(40) keV     | 200(40) keV     | 200(40) keV        | 3.7(1.5)×10-21 s               | IT               | 10Li        | 1+       |                                       |                                   |
| 10m2Li    | 480(40) keV     | 480(40) keV     | 480(40) keV        | 1.35(24)×10-21 s               | IT               | 10Li        | 2+       |                                       |                                   |
| 11Li      | 3               | 8               | 11.0437236(7)      | 8.75(6) ms                     | β−n (86.3(9)%)   | 10Be        | 3/2−     |                                       |                                   |
| 11Li      | 3               | 8               | 11.0437236(7)      | 8.75(6) ms                     | β− (6.0(1.0)%)   | 11Be        | 3/2−     |                                       |                                   |
| 11Li      | 3               | 8               | 11.0437236(7)      | 8.75(6) ms                     | β−2n(4.1(4)%)    | 9Be         | 3/2−     |                                       |                                   |
| 11Li      | 3               | 8               | 11.0437236(7)      | 8.75(6) ms                     | β−3n(1.9(2)%)    | 8Be         | 3/2−     |                                       |                                   |
| 11Li      | 3               | 8               | 11.0437236(7)      | 8.75(6) ms                     | β−α(1.7(3)%)     | 7He, 4He    | 3/2−     |                                       |                                   |
| 11Li      | 3               | 8               | 11.0437236(7)      | 8.75(6) ms                     | β−d(0.0130(13)%) | 8Li, 2H     | 3/2−     |                                       |                                   |
| 11Li      | 3               | 8               | 11.0437236(7)      | 8.75(6) ms                     | β−t(0.0093(8)%)  | 9Li, 3H     | 3/2−     |                                       |                                   |
| 12Li      | 3               | 9               | 12.05378(107)#     | <10 ns                         | n                | 11Li        | (1−, 2−) |                                       |                                   |
| 13Li      | 3               | 10              | 13.061170(80)      | 3.3(1.2)×10-21s [0.2(9.2) MeV] | 2n               | 11Li        | 3/2−#    |                                       |                                   |

## 같이 보기
- 리튬 문제